# Globularia davisiana
Globularia davisiana är en grobladsväxtart som beskrevs av Otto Karl Anton Schwarz. Globularia davisiana ingår i släktet bergskrabbor, och familjen grobladsväxter. Inga underarter finns listade i Catalogue of Life.